# Naldinho
Naldo „Naldinho“ Aparecido Rodrigues (* 14. November 2005 in Bremen) ist ein deutscher Fußballspieler brasilianischer Abstammung.

## Karriere
Naldinho begann seine Karriere bei der AS Monaco. Zur Saison 2023/24 wechselte er nach Deutschland in die U-19 von Werder Bremen. Nach einer Spielzeit bei Werder wechselte er zur Saison 2024/25 nach Österreich zu den Amateuren des SK Austria Klagenfurt. In der Saison 2024/25 kam er zu 24 Einsätzen für Klagenfurt II in der viertklassigen Kärntner Liga, in denen er 13 Mal traf.
Zur Saison 2025/26 rückte Naldinho in den Profikader des Zweitligisten. Sein Debüt in der 2. Liga gab er im August 2025, als er am ersten Spieltag jener Saison gegen den SV Austria Salzburg in der 88. Minute für Marc Andre Schmerböck eingewechselt wurde.

## Persönliches
Sein Vater Naldo (* 1982) war ebenfalls Fußballspieler und brasilianischer Nationalspieler.